# 棕黑锦蛇
棕黑锦蛇（学名：Elaphe schrenckii）为游蛇科锦蛇属的爬行动物，俗名黄花松、乌虫。分布于朝鲜、西伯利亚以及中国大陆的黑龙江、吉林等地，多栖息于乡间旧屋顶、田园、山地、林边、平原、草丛、塘边、桥下等处。该物种的模式产地在西伯利亚东部。

## 保护
本种于2023年被收录入《有重要生态、科学、社会价值的陆生野生动物名录》。